# Rondeletia steirophylla
Rondeletia steirophylla är en måreväxtart som beskrevs av Ignatz Urban. Rondeletia steirophylla ingår i släktet Rondeletia och familjen måreväxter. Inga underarter finns listade i Catalogue of Life.